# 98 (عدد)
98 (ثمانية وتسعين) هو عدد طبيعي يلي العدد 97 ويسبق العدد 99.